# Лак-дю-Фламбо (Вісконсин)
Лак-дю-Фламбо (англ. Lac du Flambeau) — місто (англ. town) в США, в окрузі Вілас штату Вісконсин. Населення — 3552 особи (2020).

## Демографія
Згідно з переписом 2010 року, у місті мешкала 3441 особа в 1269 домогосподарствах у складі 892 родин. Було 3407 помешкань
Расовий склад населення:
| - 63,8 % — корінних американців - 34,1 % — білих - 0,1 % — чорних або афроамериканців - 0,1 % — азіатів |

До двох чи більше рас належало 1,7 %. Частка іспаномовних становила 2,4 % від усіх жителів.
За віковим діапазоном населення розподілялося таким чином: 27,6 % — особи молодші 18 років, 54,7 % — особи у віці 18—64 років, 17,7 % — особи у віці 65 років та старші. Медіана віку мешканця становила 39,7 року. На 100 осіб жіночої статі у місті припадало 102,5 чоловіків;  на 100 жінок у віці від 18 років та старших — 99,0 чоловіків також старших 18 років.
Середній дохід на одне домашнє господарство  становив 52 808 доларів США (медіана — 32 266), а середній дохід на одну сім'ю — 69 755 доларів (медіана — 47 415). Медіана доходів становила 42 390 доларів для чоловіків та 26 842 долари для жінок. За межею бідності перебувало 30,2 % осіб, у тому числі 53,7 % дітей у віці до 18 років та 8,3 % осіб у віці 65 років та старших.
Цивільне працевлаштоване населення становило 1324 особи. Основні галузі зайнятості: мистецтво, розваги та відпочинок — 25,9 %, освіта, охорона здоров'я та соціальна допомога — 24,5 %, публічна адміністрація — 8,4 %, роздрібна торгівля — 7,6 %.